# Saccoloma membranaceum
Saccoloma membranaceum là một loài dương xỉ trong họ Saccolomataceae. Loài này được Mickel mô tả khoa học đầu tiên năm 1984.